# Chile nos Jogos Olímpicos de Verão de 1996
O Chile competiu nos Jogos Olímpicos de Verão de 1996 em Atlanta, nos Estados Unidos. A delegação foi composta por 21 desportistas.

## Desempenho

### Atletismo
Masculino
| Atleta             | Evento            | Eliminatórias | Eliminatórias | Quartas-de-final | Quartas-de-final | Semifinais  | Semifinais  | Final       | Final       |
| Atleta             | Evento            | Res.          | Pos.          | Res.             | Pos.             | Res.        | Pos.        | Res.        | Pos.        |
| ------------------ | ----------------- | ------------- | ------------- | ---------------- | ---------------- | ----------- | ----------- | ----------- | ----------- |
| Sebastián Keitel   | 200 m             | 20.96         | 4º/bat. 11    | Não avançou      | Não avançou      | Não avançou | Não avançou | Não avançou | Não avançou |
| Marcelo Barrientos | Maratona          |               |               |                  |                  |             |             | 2:31:05     | 86º         |
| Gert Weil          | Arremesso de peso | 18,67 m       | 22º           |                  |                  |             |             | Não avançou | Não avançou |

Feminino
| Atleta        | Evento   | Final   | Final |
| Atleta        | Evento   | Res.    | Pos.  |
| ------------- | -------- | ------- | ----- |
| Erika Olivera | Maratona | 2:39:06 | 37º   |

### Boxe
| Atleta          | Peso  | Fase de 32               | Oitavas-de-final       | Quartas-de-final       | Semifinais             | Final                  | Final |
| Atleta          | Peso  | Adversário e resultado   | Adversário e resultado | Adversário e resultado | Adversário e resultado | Adversário e resultado | Pos.  |
| --------------- | ----- | ------------------------ | ---------------------- | ---------------------- | ---------------------- | ---------------------- | ----- |
| Ricardo Araneda | Médio | GEO A. Kakauridze D 3–10 | Não avançou            | Não avançou            | Não avançou            | Não avançou            | =17º  |

### Ciclismo de estrada
Masculino
| Atleta         | Evento             | Final | Final |
| Atleta         | Evento             | Tempo | Pos.  |
| -------------- | ------------------ | ----- | ----- |
| Victor Garrido | Corrida em estrada | DNF   | DNF   |

### Ciclismo de pista
Masculino
| Atleta                                                       | Evento                  | Qualificação | Qualificação | Quartas-de-final       | Semifinal              | Final                  |             |
| Atleta                                                       | Evento                  | Tempo        | Posição      | Adversário e resultado | Adversário e resultado | Adversário e resultado |             |
| ------------------------------------------------------------ | ----------------------- | ------------ | ------------ | ---------------------- | ---------------------- | ---------------------- | ----------- |
| José Medina Luís Sepúlveda Marco Arriagada Marcelo Arriagada | Perseguição por equipes | 4:25.960     | 16º          | Não avançou            | Não avançou            | Não avançou            | Não avançou |

### Esgrima
Masculino
| Atleta          | Prova             | Primeira fase          | Segunda fase           | Oitavas-de-final       | Quartas-de-final       | Semifinais             | Final                  | Final |
| Atleta          | Prova             | Adversário e resultado | Adversário e resultado | Adversário e resultado | Adversário e resultado | Adversário e resultado | Adversário e resultado | Pos.  |
| --------------- | ----------------- | ---------------------- | ---------------------- | ---------------------- | ---------------------- | ---------------------- | ---------------------- | ----- |
| Paris Inostroza | Espada individual | HUN G. Imre D 12–15    | Não avançou            | Não avançou            | Não avançou            | Não avançou            | Não avançou            | 40º   |

### Halterofilismo
Masculino
| Atleta             | Categoria | Arranque | Arranque | Arremesso | Arremesso | Total | Total |
| Atleta             | Categoria | Kg       | Pos.     | Kg        | Pos.      | Kg    | Pos.  |
| ------------------ | --------- | -------- | -------- | --------- | --------- | ----- | ----- |
| Cristián Escalante | Até 99 kg | 142,5    | 23º      | 172,5     | 22º       | 315,0 | 22º   |

### Natação
Masculino
| Atleta            | Evento       | Eliminatórias | Eliminatórias | Final       | Final       |
| Atleta            | Evento       | Res.          | Pos.          | Res.        | Pos.        |
| ----------------- | ------------ | ------------- | ------------- | ----------- | ----------- |
| Nicolás Rajcevich | 100 m costas | 59.90         | 44º           | Não avançou | Não avançou |
| Nicolás Rajcevich | 200 m costas | 2:05.79       | 27º           | Não avançou | Não avançou |

### Tênis
Feminino
| Atleta                       | Evento | Primeira fase                      | Oitavas-de-final       | Quartas-de-final       | Semifinais             | Final                  | Final |
| Atleta                       | Evento | Adversário e resultado             | Adversário e resultado | Adversário e resultado | Adversário e resultado | Adversário e resultado | Pos.  |
| ---------------------------- | ------ | ---------------------------------- | ---------------------- | ---------------------- | ---------------------- | ---------------------- | ----- |
| Paula Cabezas Bárbara Castro | Duplas | HUN V. Csurgó – A. Temesvári D 1–2 | Não avançou            | Não avançou            | Não avançou            | Não avançou            | =17º  |

### Tênis de mesa
Masculino
| Atleta                         | Prova      | Primeira fase                                                                                      | Primeira fase | Oitavas-de-final       | Quartas-de-final       | Semifinais             | Final                  | Final |
| Atleta                         | Prova      | Adversários e resultados                                                                           | Pos.          | Adversário e resultado | Adversário e resultado | Adversário e resultado | Adversário e resultado | Pos.  |
| ------------------------------ | ---------- | -------------------------------------------------------------------------------------------------- | ------------- | ---------------------- | ---------------------- | ---------------------- | ---------------------- | ----- |
| Augusto Morales                | Individual | FRA J-P. Gatien D 0–2 CZE P. Korbel D 0–2 PRK Choi K-S. D 0–2                                      | 4º (gr. G)    | Não avançou            | Não avançou            | Não avançou            | Não avançou            | =49º  |
| Augusto Morales Juan Salamanca | Duplas     | SWE J-O. Waldner – J. Persson D 0–2 NED D. Heister – T. Keen D 0–2 JPN R. Yuzawa – T. Tasaki D 0–2 | 4º (gr. B)    |                        | Não avançou            | Não avançou            | Não avançou            | =25º  |

Feminino
| Atleta                       | Prova      | Primeira fase                                                                          | Primeira fase | Oitavas-de-final       | Quartas-de-final       | Semifinais             | Final                  | Final |
| Atleta                       | Prova      | Adversários e resultados                                                               | Pos.          | Adversário e resultado | Adversário e resultado | Adversário e resultado | Adversário e resultado | Pos.  |
| ---------------------------- | ---------- | -------------------------------------------------------------------------------------- | ------------- | ---------------------- | ---------------------- | ---------------------- | ---------------------- | ----- |
| Berta Rodríguez              | Individual | CHN Liu W. D 0–2 USA A. Feng D 0–2 SVK V. Popovová D 0–2                               | 4º (gr. D)    | Não avançou            | Não avançou            | Não avançou            | Não avançou            | =49º  |
| Berta Rodríguez Sofija Tepes | Duplas     | CHN Liu W. – Qiao Y. D 0–2 GER J. Schöpp – O. Nemes D 0–2 GBR A. Holt – L. Lomas D 0–2 | 4º (gr. B)    |                        | Não avançou            | Não avançou            | Não avançou            | =25º  |

### Tiro
Masculino
| Atleta         | Evento | Eliminatórias | Eliminatórias | Final       | Final       |
| Atleta         | Evento | Res.          | Pos.          | Res.        | Pos.        |
| -------------- | ------ | ------------- | ------------- | ----------- | ----------- |
| Pascal Colomer | Skeet  | 115           | =42º          | Não avançou | Não avançou |

### Vela
| Atleta         | Prova | Regata | Regata | Regata | Regata | Regata | Regata | Regata | Regata | Regata | Regata | Regata | Pts. | Pos. |
| Atleta         | Prova | 1      | 2      | 3      | 4      | 5      | 6      | 7      | 8      | 9      | 10     | 11     | Pts. | Pos. |
| -------------- | ----- | ------ | ------ | ------ | ------ | ------ | ------ | ------ | ------ | ------ | ------ | ------ | ---- | ---- |
| Luis Echeñique | Laser | 20     | OCS    | 31     | 15     | 18     | 16     | 9      | 26     | 31     | 15     | 8      | 158  | 19º  |

Legenda
| Recorde mundial      | Recorde mundial (World record)               |                       | Recorde africano                      | Recorde africano (African) |                                           | Q | Classificado por posição (Qualified) |
| Recorde olímpico     | Recorde olímpico (Olympic record)            | Recorde da América    | Recorde da América (Americas)         | q                          | Classificado por melhor tempo (Qualified) |   |                                      |
| Melhor marca do ano  | Melhor marca do ano (World leading)          | Recorde asiático      | Recorde asiático (Asian)              | DNS                        | Não largou (Did not start)                |   |                                      |
| Recorde nacional     | Recorde nacional (National record)           | Recorde europeu       | Recorde europeu (European)            | DNF                        | Não terminou (Did not finish)             |   |                                      |
| Recorde pessoal      | Recorde pessoal do atleta (Personal best)    | Recorde da Oceania    | Recorde da Oceania (Oceania)          | DSQ / DQ                   | Desclassificado (Disqualified)            |   |                                      |
| Recorde da temporada | Recorde da temporada do atleta (Season best) | Recorde sul-americano | Recorde sul-americano (South America) | NM                         | Sem marca (No mark)                       |   |                                      |

| M   | Regata da Medalha da qual só participam os dez primeiros colocados das regatas anteriores  |  |  | CAN | Regata cancelada |
| BFD | Desclassificado por bandeira preta (Black Flag Disqualified)                               |  |  |     |                  |
| UFD | Desclassificado por bandeira "U" (U Flag Disqualified)                                     |  |  |     |                  |
| OCS | Largada queimada (On the Course Side of the starting line)                                 |  |  |     |                  |
| DNE | Desclassificação sem eliminação (infração a um item do regulamento da prova – Did Not End) |  |  |     |                  |